# 玉川美沙
玉川 美沙 (たまがわ みさ、1971年2月28日 - )は、しゃべりて。ラジオパーソナリティ。

## 来歴
大阪府大東市出身。2人姉弟の長女として生まれ、責任感が強く姉御肌な性格である。
幼少期から音楽に勤しみ、4歳からエレクトーンを習い、小中学生時代は「音楽部」、「吹奏楽部」に所属し、中学時代は部長としてクラリネットとアルトサックスを担当。また、コピーバンドに並行して所属し、キーボードを担当。
小学4年から6年までは地域のソフトボールチームでキャッチャーとリリーフピッチャーを担当（副キャプテンでもあった）。父親が巨人の山倉のファンだったため、試合に出た時は大層喜んだそうである。
17歳の時にオートバイに目覚め、モータースポーツにハマる。バイクレース観戦時にサーキットで知り合ったバイク雑誌編集長にイメージキャラクターの職を持ち掛けられたが、バーターで編集部員起用を条件にバイク雑誌のスタッフとなる。19歳の時には近畿地方のミニバイクレースを企画・運営などもこなしていた。イベント司会やオートバイ関連のテレビ番組の出演などをきっかけに喋ることを仕事にすることを志すようになり、FM大阪のオーディションに合格。1994年4月にFM大阪の帯番組『Jay Land Shuffle』火曜日担当としてラジオパーソナリティデビュー。3年間、同番組を中心に活動。
26歳の時に上京し、埼玉県の県域FM局であるNACK5の『SATURDAY ON THE WAY』、『NACK WITH YOU』に出演。以降、南関東1都3県に所在するラジオ局のパーソナリティを一通り経験する。また、並行して『王様のブランチ』 (TBSテレビ)の音楽コメンテーターを務める。
2000年にはオールナイトニッポンの土曜日第2部『玉川音楽堂 @llnightnippon com.』(ニッポン放送)を担当、2003年4月から担当した『The Nutty Radio Show 鬼玉』では、2010年10月までの7年半、メインパーソナリティのひとりとして活躍。さらに2006年4月からは、文化放送の夕方ワイド番組である『玉川美沙 たまなび』を開始し、「鬼玉」と放送が重なっている曜日には、文化放送のある浜松町からNACK5のサテライトスタジオ「GINZA STUDIO」がある有楽町まで、ほぼ毎回徒歩移動でふたつの帯番組をこなしていた。
自身がレギュラー番組を持ったタイミングで多くの局が本社を移転したため、「放送局を引越しさせる女」と呼ばれる。例としてはJ-WAVE（西麻布→六本木ヒルズ森タワー 2003年10月 担当番組:「SLOW MORNING」）、NACK5（浦和→大宮 2005年4月 担当番組: 「The Nutty Radio Show 鬼玉」）、文化放送（四谷→浜松町 2006年7月 担当番組: 「玉川美沙 たまなび」）など。
プライベートでは、2010年6月に年下の一般人の男性と結婚したことを『玉川美沙 たまなび』にて報告。同年8月には、妊娠6ヶ月であることを発表。その後、レギュラー番組を全て降板した。2011年1月14日、自身のブログで第1子の男児を出産したことを発表した。
産休明けの2011年4月から文化放送の土曜朝のワイド番組『玉川美沙 ハピリー』で復帰。2013年4月からはJFN系列で『face』木曜日を担当。『ハピリー』終了後の2018年には『玉川美沙 MUSIC SELECTION』 を担当した。2019年3月25日の同番組の最終回を以て、地上波ラジオから離れている ものの、いつでもラジオパーソナリティ復帰を希望している。
2019年5月からはLINE LIVE (2020年6月終了)、6月からはYouTubeでの配信を開始。現在は17Liveやツイキャスを活用して『玉川美沙tama_ch.radio』 と『おはたまラジオ』 を定期配信している。
2022年3月からはジャズトロンボーン奏者の河野広明とJazzについて語るPodcastを始め、5月には河野広明、ダイナマイトしゃかりきサ〜カス、ギタリストの米田雄一と共に「ひげの説法 しゃかの説法 〜ジャズ、ハモり、そしてタマガワ」を開催する。また同じく2022年5月には文化放送「くにまる食堂」のゲストとして出演。

## 人物
- 前述のとおり、17歳からオートバイにハマっていた時期があり、ホンダ・NSR250R 88モデルから始まりハーレーダビッドソン・スポーツスターを所持している[16]。妊娠、出産以降乗車を控えていた。2016年には、ツーリング活動を再開したものの[17]。2022年現在は既に手放したと自身のライブ配信中に報告。また、自動車はかつてマスタングのオープンカーに新車で乗っていたこともあったが[18]、ライフスタイルに合った車を選択したいという理由から中古車を中心に乗っている。車遍歴はホンダ シティターボ2、日産 サファリ、三菱 パジェロ、フォード マスタングとクロカン四駆が多かった[19] が、2022年現在は数オーナーを経たホンダ車を愛車としている。
- 「NACK WITH YOU」担当時代、同番組の通販コーナーが日本一売り上げたということで「スポンサーの日本直販さんから感謝の言葉をいただいた」と2020年12月28日の『玉川美沙tama_ch.radio』内で語っていた。
- 焼酎の愛好家で、2002年には焼酎アドバイザー資格も取得している[20][21]。（更新をしなかった、ということで、2021年11月時点では資格は保持していない）2003年には著書『楽楽焼酎』を上梓する[22]。好きが高じて鹿児島や奄美大島、喜界島、沖縄など多くの蔵元を訪ねて蔵元さんと繋がりを持ったり、時にはサトウキビの収穫や発酵作業の手伝いを行ったりもした。特に喜界島には、数年間毎シーズン行っていたため、空港で「お帰りなさい」と言われるほど通っていた[23]。
- 食生活アドバイザーの資格も取得[24] しており、食、スローライフに強い関心を持ち、後述する「たまなびファーム」や「縁束」[25][26]「玉川農縁」で実践している。
- 猫好きで、自宅でタンゴ (黒猫)[27][28] を飼っている。かつてはケロ (トラ猫)[29]、ジャム (トラ猫)[30]、こぶ (黒猫)[31] もいた。
- 2007年にバカボン鬼塚率いるフォークバンド「かかし」のアルバム「バーンパーク」に収録される楽曲「スナック」を作詞する[32]。
- 2008年6月には「東京5社 ラジオ強化キャンペーン」の中吊りポスターに文化放送代表として参加する[33][34]。また、同時期に文化放送本社の壁面に大竹まこと、吉田照美ともに巨大ポスターが掲示されていた[35]。
- 2010年3月に日本民間放送連盟が全国の民放ラジオ101社において実施したアンケート、ラジオ・オピニオン2010＜“喜・怒・哀・楽”別 ボイス・オブ・ザ・ボイス＞で「「哀」・・・哀しい時、癒される声の有名人は？ 」で総合1位に選出される[36]。なお、同アンケートにおいて「聴くだけでうれしくなる声の有名人は？」部門の総合2位 (男性1位)。「聴くと楽しくなる笑い声の有名人は？」部門の総合2位 (男性2位、女性3位)にも選ばれている[37]。
- 2011年3月、東日本大震災後に玉川自身でできることを模索していた時、リスナーから「子供が大人に読む絵本を作ってほしい」というメッセージをもらい、「とりたま作戦」として絵本作家・とりごえまりとのコラボ絵本『まもってあげる』を作成[38]。
- 出産後、子供の影響から鉄道ファンになったことを自身のブログで公言し[39][40]、2015年には全国高校生鉄道模型コンテストに参加。その席上で玉川は只見線の不通区間の復旧を目的とした募金活動を実施した[41]
- 2013年には『玉川美沙 ハピリー』が「日本民間放送連盟賞」のラジオ生ワイド部門で最高賞に当たる「優秀賞」を受賞。受賞理由は、作曲家・宮川彬良とのコーナー「ハピリーくらしっく」が「楽しいものをより楽しくするために、出演者・スタッフ全員が一緒になって手間暇を惜しまず制作している。」ため[42][43][44]
- 2014年7月24日よりInstagramを始める。最初の投稿は飼い猫のタンゴ (たんちゃん)[45]
- 2018年8月には京王百貨店での鉄道イベント『呑み鉄 交流会』での司会を行う[46][47]
- ここ数年は農業活動に力を入れており、2016年「田園レストラン実行委員会」でつながりを持った越生町の山口由美が経営する山口農園、そしてその後につながりを持った深谷市の澁澤農園の手伝いを『玉川農縁』[48] として『玉川美沙tama_ch.radio』内でもたびたび活動中の様子を配信している。
- 「コミュニケーションにおけるユニバーサル化」を自らのライフワークとすることを決心し、手話を勉強中[49]。手話検定2級にも合格。
- 流域人プロジェクトの代表として、「流域思考を持つことが自分たちを、自分が住む場所を守ることにおいて重要」と説いている。同時に水の大切さを人一倍感じていて、「使用済みの水の処理や人々の水に対する考えを少しでも変えることができれば」と活動中。
- 玉川農縁メンバーがのんびり生活ができるコミュニティを作り上げるのがこれからの目標。

## 出演番組

### 現在

#### インターネット配信
- 玉川美沙tama_ch.radio (17 Live) - 2020年7月1日〜 平日昼過ぎから毎日2時間から3時間程度配信される。またそれ以外の曜日、時間でもゲリラ配信されることがある。配信当初は朝10時ごろスタートしていた。
- おはたまラジオ、よるたまラジオ、おやたまラジオ (ツイキャス) - 2020年10月〜  平日6:30から60分間 
  - 2021年10月5日から1 2021年10月4日までは平日7:15から30分間、配信当初は15分間
  - よるたまラジオおよびおやたまラジオは玉川が気が向いた時に不定期に配信される。夜浅い時間帯に配信するのはよるたま、深夜12時過ぎから配信されるのはおやたまラジオと呼んでいる
- (-⊡෴⊡)ξひげたま🥚JAZZ🎼（Podcast） - 2022年3月24日〜 - ジャズトロンボーン奏者のの河野広明とJazzについて語る。不定期の配信

### 過去

#### テレビ
- STARS ON TV (sound witch TV) 1997年4月 - 1997年12月
- 王様のブランチ (TBSテレビ) ”MUSIC”コメンテーター - 1997年4月 - 2000年3月 (毎週土曜 9:30～)
- 五十嵐音蔵 (MBS) - 1997年10月 - 1998年3月 (毎週水曜 24:55 〜 25:55）
- P-STOCK (フジテレビ) “BACK STAGE REPORT” - 1998年5月～1999年3月(毎週金曜 26:05～)
- 王様のお夜食 (TBSテレビ) ”MUSIC”コメンテーター - 1999年4月～2000年3月 (毎週金曜 25:55～27:25)
- 週刊なびTV (NHK BS2) 音楽コメンテーター - 2004年4月4日 - 2006年3月18日
- 焼酎学校修学旅行 (フジテレビ) - 2004年
- 優しい時間 (フジテレビ) ラジオDJ役 - 2005年1月13日 - 3月24日 (毎週木曜 22:00 〜 22:54)
- 奥さまは外国人 (テレビ東京) ナレーター - 2006年4月18日 - 2007年6月19日 (毎週火曜 19:00～19:56）
- もやしもん (フジテレビ) 協会酵母役 - 2007年10月 - 12月[50]
- 車あるんですけど…? (テレビ東京) - 2018年2月11日 (18:00～18:30)[51]

#### ラジオ
- Jay Land Shuffle (FM大阪) - 1994年4月 - 1997年3月 (毎週火曜 16:00～19:00)
- ASTEL 〜っていうか、面白いやん！ (OBCラジオ） - 1997年3月 (毎週金曜 24:30〜25:00)[52]
- SATURDAY ON THE WAY (NACK5) - 1996年12月 - 1997年3月 (毎週土曜 8:00～12:00)
- RADIANT MORNING (α-STATION) - 1997年4月 - 1997年9月 (毎週日曜 7:00～9:00)
- NACK WITH YOU (NACK5) - 1997年3月31日 - 2002年6月 (毎週月～木曜 9:00～13:00)
- Saturday サウンドWalker (ニッポン放送) - 1999年10月 - 2000年3月 (毎週土曜 19:00～20:30)
- ASAHI SUPER DRY アクセス・オール・エリア (JFN) - 1999年10月3日 - 2003年3月 (毎週日曜 15:00～15:55)
- 玉川美沙 ROCKIN' NACKLE SHOW! (NACK5)- 1999年 (月曜～木曜 20:30 - 21:00)
- ミュージックスクエア (NHK-FM) - 2000年4月3日 - 2002年3月28日 (毎週月～木曜 21:00～22:35)
- @llnightnippon.com(ニッポン放送)
  - 玉川音楽堂  - 2000年4月 - 2000年9月 (毎週土曜 25:00～27:00)
  - たまそう音楽堂 - 2000年10月 - 2001年10月27日 (毎週土曜 25:00～28:30)
- SHIBUYA music stage (ニッポン放送･SHIBUYA-FM) - 2001年10月 - 2002年3月 (毎週金曜 21:00～21:50)
- 玉川美沙 Bravo! (TBSラジオ) - 2002年10月12日 - 2005年4月2日 (毎週土曜 22:00～23:30)
- The Nutty Radio Show 鬼玉 (NACK5) - 2003年4月 - 2010年9月 (毎週火曜・木曜 20:05～23:15)
- SLOW MORNING (J-WAVE) - 2003年4月 - 2005年3月 (毎週土曜 8:00～11:30)
- Luv Sunday (NACK5) - 2005年4月 - 2006年9月24日 (毎週日曜 11:00～13:00)
- 玉川美沙 たまなび (文化放送) - 2006年4月3日 - 2010年10月1日 (毎週月曜～金曜 15:30～17:50)
- 玉川美沙 ハピリー (文化放送) - 2011年10月8日 - 2018年3月31日 (毎週土曜 7:00～10:00)
- face (JFN) - 2013年4月4日 - 2016年3月 (毎週木曜 13:30～15:55)
- 玉川美沙 MUSIC SELECTION (文化放送) - 2018年4月2日 - 2019年3月25日 (毎週月曜 20:00～20:30)

#### スペシャル番組
- MISA TAMAGAWA presents Dream Communication (SHIBUYA-FM)（24時間30分番組） - 2002年08月30日 [53]
- NACK5 SUPERCOUNTDOWN 2006 ～鬼玉！？大晦日 (NACK5) - 2006年12月31日[54]
- ビックラマザーPROJECT (USTREAM) - 2010年5月9日[55][56]
- この声が届きますように『RESTART JAPAN』 (USTREAM) - 2011年4月24日[57]
  - この声が届きますように2『RESTART JAPAN』 - 2011年12月22日[58]
  - この声が届きますように3『RESTART JAPAN』 - 2014年3月11日[59][60][61]
- ゆく鉄、くる鉄 (JFN) - 2014年12月30日 (13:00〜16:45)[62]
  - ゆく鉄くる鉄2022
- 初めてのあなたに。これを聴けば"鈴鹿8耐"が観たくなる！？スペシャル (RN2) - 2015年7月14日[63]
- 玉川美沙のオールナイトニッポン0 (ZERO) (ニッポン放送) - 2018年9月7日 (3:00～5:00)[64][65]
- 普門館からありがとう ～東京佼成ウインドオーケストラとコンクール課題曲～ (文化放送) - 2019年3月23日[1][66][67]

#### イベント
- たまそう音楽大学 (ZEPP東京) - 2001年01月21日[68]
- バイクの日 スマイル・オン 2013(日本自動車工業会およびＮＭＣＡ日本二輪車協会) - 2013年8月19日[69]
- 宮川彬良のせたがや音楽研究所
  - #13 ～ギューッとなって、ドーン！～ (北沢タウンホール) - 2021年9月23日[70]
  - #14 ～「マツケンサンバ」を大分析！～ (烏山区民会館ホール) 2022年10月1日 [71]
- ひげの説法 しゃかの説法 〜ジャズ、ハモり、そしてタマガワ〜 (大田文化の森ホール) 2022年5月21日[72]

#### ゲスト出演
- くにまるワイド ごぜんさま〜 (文化放送) - 2008年5月7日～5月9日[73]
- 土屋礼央 レオなるど (ニッポン放送) - 2019年1月17日[74]
- 低音レディオ (bayfm78) - 2021年2月27日[75][76]
- くにまる食堂 (文化放送) - 2022年5月19日[77]
- Beautiful Melodies (文化放送) - 2022年7月9日[78]

#### インターネット配信
- タマちゃんのMUSIC WAVE (InfoWeb) - 1998年12月 - 1999年6月
- ISIZE MUSIC ARTIST PREVIEW (ISIZE) - 1999年10月 - 2001年3月
- 那須恵理子のブロードバンド!ニッポン (LFX mudigi) - 2003年6月16日
- HANDSHAKING (日立総合計画研究所) - 2004年1月 - 2006年9月[79]
- 「２つの元気プレゼント」『カウントダウンラジオ』(爽健美茶) - 2006年3月 - 2006年6月 [80]
- 玉川 美沙『tama-ch』 - (LINE LIVE) - 2019年5月18日 - 2020年6月30日
- ラジオリレー (Twitter) - 2020年5月13日 - 5月20日[81][82]
- つるフェス2021 (17Live) - 2021年11月19日 - 11月21日

## 著作

### 単著
- 楽楽焼酎 (ぴあ 2003年5月28日) ISBN 978-4835600673

### コラム
- 言いたい放談 (東京新聞) - 2006年5月20日 - 2011年4月2日

### 書籍掲載
- MOTO NAVI (モトナビ)  No.50 (2010年12月24日)[83]
- 旅と鉄道 2019年5月号 かわいい鉄道 (天夢人, 旅と鉄道編集部 2019年) JAN 4910059730598[84]

### CD
- スナック【植村 花菜 と 玉川 美沙 と かかし】 - かかしによるアルバム「バーンパーク」内の1曲[85]。  同曲では「タマガワ ミサ」名義で作詞も手掛けた [86]。また、「かかしベストアルバム〜タイトル「未定」〜」 にも収録される。